# شهرستان تونز (جورجیا)
شهرستان تونز، جورجیا (به انگلیسی: Towns County, Georgia) یک سکونتگاه مسکونی در ایالات متحده آمریکا است که در جورجیا واقع شده‌است. در سرشماری سال ۲۰۱۰ جمعیت این شهرستان ۱۰۴۷۱ نفر بود.